# Ebi Ere
Ebi Ere  (Tulsa, Oklahoma, 3 de agosto de 1981) es un jugador de baloncesto con doble nacionalidad nigeriana y estadounidense. Con 1,95 de estatura, su puesto natural en la cancha es el de alero. 

## Trayectoria
[actualizar]